# 비아 에덴

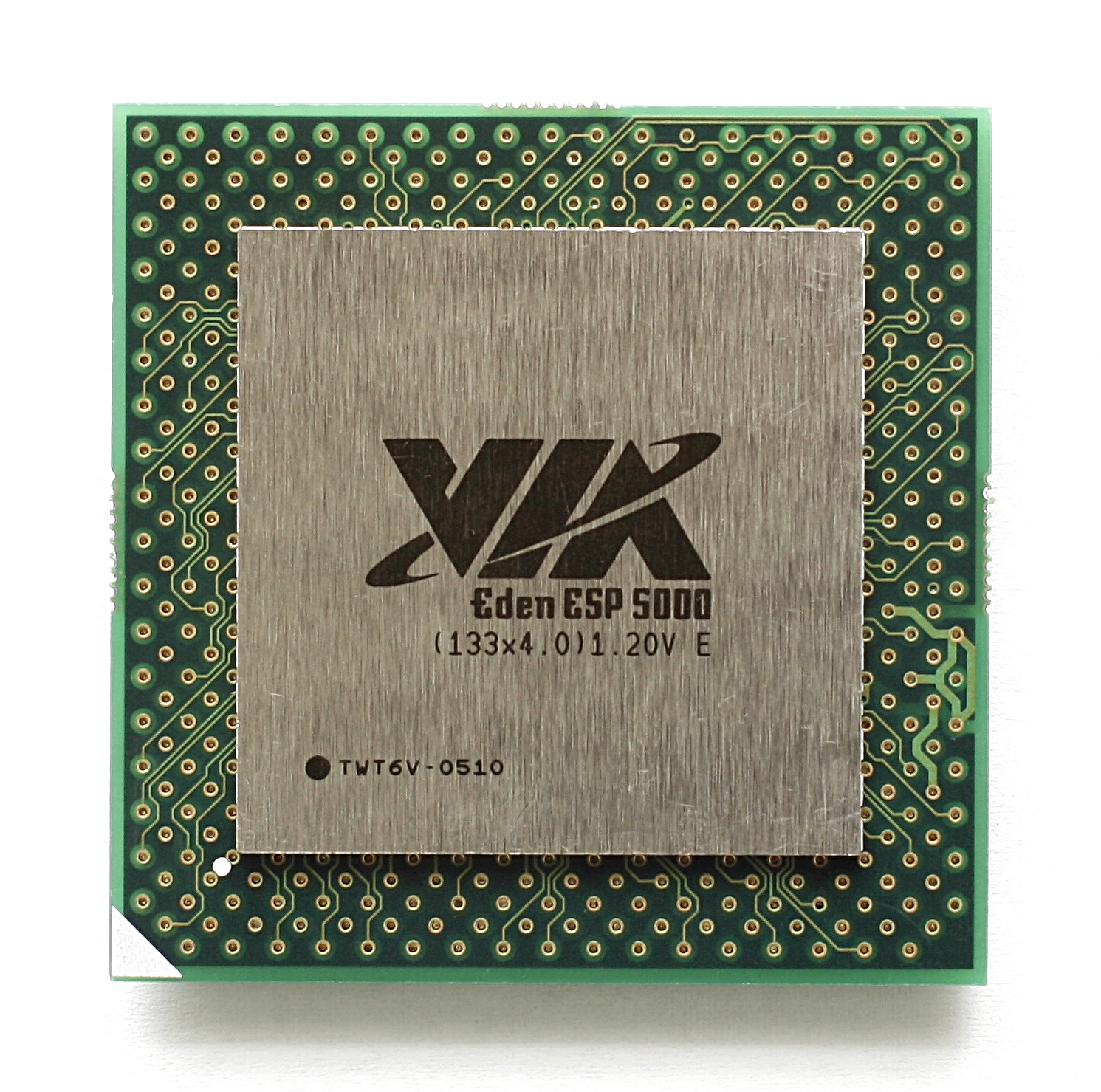
에덴 ESP5000 533 MHz 프로세서

비아 에덴(VIA Eden)은 임베디드 장치에 사용하도록 설계된 비아 테크놀로지스의 비아 C3/비아 C7 x86 프로세서의 변형 이름이다. 클럭 속도가 낮아 패키지 크기가 더 작고, 전력 소비도 낮으며, C에 비해 컴퓨팅 성능도 다소 낮다. EPIA 미니 ITX, 나노 ITX 및 피코 ITX 메인보드에 자주 사용된다. x86 명령어 디코딩 외에도 프로세서에는 문서화되지 않은 두 번째 대체 명령어 세트가 있다.
에덴은 네 가지 주요 버전으로 제공된다.
| 이름     | 코어                        | 클럭 속도       | 패키지             | FSB            |
| -------- | --------------------------- | --------------- | ------------------ | -------------- |
| Eden ESP | Samuel 2 and Nehemiah cores | 300 MHz–1.0 GHz | EBGA 35mm×35mm     | 66/100/133 MHz |
| Eden-N   | Nehemiah core               | 533 MHz–1.0 GHz | NanoBGA 15mm×15mm  | 133 MHz        |
| Eden     | Esther core                 | 400 MHz–1.2 GHz | NanoBGA2 21mm×21mm | 400 MT/s FSB   |
| Eden ULV | Esther core                 | 500 MHz–1.5 GHz | NanoBGA2 21mm×21mm | 400 MT/s FSB   |

에덴 ULV 500 MHz는 열 설계 전력 1W를 달성하는 최초의 변종이다.